# Lytton (Colúmbia Britànica)
Lytton és un poble de la Colúmbia Britànica, Canadà, que es troba a la confluència del riu Thompson amb el riu Fraser, a la banda est del Fraser. El lloc ha estat habitat per les tribus Nlakapamux durant més de 10.000 anys. És un dels primers llocs establerts per no nadius a l'interior del sud de la Colúmbia Britànica. Va ser fundada durant la febre de l'or del canyó del Fraser de 1858-59, quan es coneixia com "The Forks". La comunitat inclou el poble de Lytton i la comunitat circumdant de la primera nació de Lytton, el nom del lloc del qual és Camchin.

## Història
Lytton estava en la ruta de la quimera de l'or el 1858. El mateix any, Lytton va ser nomenat per Edward Bulwer-Lytton, el secretari colonial britànic i novel·lista. Durant molts anys Lytton va ser una parada a les principals rutes de transport, com el riu River Trail de 1858, el Cariboo Wagon Road el 1862, el Canadian Pacific Railway a la dècada de 1880, la carretera Cariboo a la dècada de 1920 i l'autopista Trans Canada a la dècada de 1950.

## Població
Segons el cens del 2016, la població del municipi del poble era de 249, amb 1.700 més a la zona immediata que vivien a les zones rurals i a les reserves de les sis comunitats veïnes de Nlaka'pamux. 802 membres de 1.970 membres registrats de la Primera Nació de Lytton viuen en reserves immediatament adjacents al municipi.